# Razão Brasileira
Razão Brasileira é uma banda musical brasileira de samba, criado no Rio de Janeiro.

## História
A banda foi formada em 1983 no bairro de Vila Kosmos, no Rio de Janeiro, porém seu primeiro álbum foi lançado somente dez anos depois, em 1993. Na ocasião, o Razão Brasileira era composto por Paulinho Razão, Bira Razão, Bira Mendes, Gegê Nazaré, Jorge Batera e Zé Carlos. Lançado pela EMI, o álbum homônimo continha alguns do maiores sucessos da banda, como "Eu Menti" e "Naturalmente", além de uma versão de "Maluco Beleza", do cantor Raul Seixas.
O segundo álbum, intitulado O Segundo, apresentou os sucessos "Telefone", "Medo" e "Eu, Você e a Felicidade", bem como uma versão de "Óculos", da banda Os Paralamas do Sucesso. Do terceiro álbum – A Cara do Brasil – lançado no ano seguinte, o hit "Muito Prazer".
Seguiriam então mais dois álbuns: Entre o Amor e a Razão, em 1996, e uma coletânea de sucessos chamada Preferência Nacional, de 1997. O grupo viveu no Japão por dois anos e excursionou várias vezes pela América do Sul, tendo se apresentado na África, Coréia, China, EUA e Inglaterra (para a Princesa Diana numa casa noturna em Londres). O Razão Brasileira fez o voo inaugural da Varig para os Emirados Árabes e ganhou vários títulos e prêmios, como o de "Bacharel do Samba", organizado por uma empresa norte-americana e realizado no Scala de Miami.
O sexto disco, Volta, retomou sucessos com novos arranjos e releituras. Neste disco, constam as composições "Telefone" (Pedrinho da Flor e Adalto Magalha), "Naturalmente" (Vilanova) e "Tô carente", de autoria de Rodrigues e Binho. Ainda nesse disco, o grupo regravou antigos sucessos: "Deixa chover" (Gulherme Arantes), "Pra que vou recordar o que chorei" (Carlos Dafé), "Eu menti" e "Medo", ambas de Pedrinho da Flor e Adalto Magalha. Foi o primeiro grupo de pagode a conquistar um Disco de Ouro internacional, entre outros de Ouro e Platina duplo, ganhos no Brasil e na América do Sul.
Em 2007, já com outra formação que também incluía Álvaro Motta (contra-baixo), Paulo César (bateria), Ricardo Teixeira (teclado e violão) e Jalmir Talismã (percussão e voz), o grupo comemorou 25 anos de carreira lançando o CD Razão Brasileira 25 Anos, do qual se destacaram vários sucessos de carreira da banda, entre eles "Sem você não consigo viver", "Eu menti", "Naturalmente", "Telefone", "Novo tempos" e ainda "Medo", com participação especial do grupo Fundo de Quintal e também "Solidão", no qual contou com a participação de Peri Ribeiro. No disco também foi incluída a regravação do clássico "Acontece", de Cartola.
Em 25 de agosto de 2016, Paulinho Razão sofreu uma parada cardiorrespiratória ao desembarcar em Campinas, vindo de um voo com saída dos Estados Unidos, onde residia. Sua presença ao Brasil tinha como objetivo uma apresentação no programa Domingão do Faustão. Após receber os primeiros socorros no aeroporto, Paulinho foi enviado ao Centro Médico de Campinas, onde seu quadro foi agravado por uma infecção generalizada. Mantido em coma induzido, Paulinho Razão não resistiu, vindo a falecer na noite de 31 de agosto.
O Razão Brasileira fez shows em mais de 40 países como Japão, EUA, Europa, Emirados Árabes e África, chegando a marca de quase 5 milhões de cópias vendidas ao longo dos 30 anos de carreira, tendo inclusive feito num só ano 304 shows.
Em 2018, o Razão Brasileira retomou suas atividades com novas canções e antigos sucessos em novos arranjos. O lançamento do álbum com doze musicas será em 2019.

## Integrantes
Ex-integrantes
- Paulinho Razão - cavaquinho, violão e vocal (faleceu em 2016)
- Zé Carlos - baixo
- Bira Mendes  - surdo e ganzá
- Jorge Batera - bateria
- Gegê Nazaré - teclado (faleceu em 2020)
- Jalmir Talismã -  pandeiro (faleceu em 2018)
- Arilson Jansen - vocalista e pandeiro
- Armando Nabuco - bateria
- Álvaro Motta contrabaixo
- Paulo César bateria
- Ricardo Teixeira teclado, violão

### Formação atual
- Bira Razão - voz, pandeiro e sax
- Edu Alves - baixo, violões e piano
- Estanislau Carvalho - cavaquinho, piano, acordeon, sopros e guitarra
- Roger Drums - bateria
- Wilian Xavier - cavaquinho
- Luiz Carlos de Paula - percussão

## Discografia

### Álbuns de estúdio
| Ano  | Álbum                  | Gravadora        |
| ---- | ---------------------- | ---------------- |
| 1992 | Razão Brasileira       | EMI              |
| 1994 | O Segundo              | EMI              |
| 1995 | A Cara do Brasil       | EMI              |
| 1996 | Entre o Amor e a Razão | Mercury/PolyGram |
| 1997 | Avalanche              | RGE              |
| 1999 | Volta                  | Indie Records    |

### Álbuns ao vivo
| Ano  | Álbum                    | Gravadora |
| ---- | ------------------------ | --------- |
| 2007 | Razão Brasileira 25 Anos | Cid       |

### Coletâneas
| Ano  | Álbum                | Gravadora |
| ---- | -------------------- | --------- |
| 1997 | Preferência Nacional | EMI       |
| 2004 | Eu Sou o Samba       | EMI       |

| 2019 | Saudade ta Batendo | Ind |